# Nogometni Klub Kočevje
Il Nogometni Klub Kočevje è una società calcistica slovena con sede nella città di Kočevje.
Fondato nel 1920, il club nel 2013 milita nella 4.SNL.

## Stadio
Il club gioca le gare casalinghe allo Gaj Stadium, che ha una capacità di 1100 posti a sedere.

## Palmarès

### Competizioni nazionali
- Druga slovenska nogometna liga: 1

1993-1994

### Altri piazzamenti
- Druga slovenska nogometna liga:

Terzo posto: 1992-1993